# Jørgen Gammelgaard
Jørgen Gammelgaard (1938 – 1991) var en dansk møbelsnedker, industriel designer og professor.
Han blev udlært 1957 fra C.B. Hansens Etablissement og fik sølvmedalje for sit svendestykke. Dernæst arbejdede han hos A.J. Iversen, indtil Jørgen Gammelgaard blev optaget på Kunsthåndværkerskolen 1959, hvor han gik til 1964, og derefter fulgte et par år som hospitant (gæsteelev) på Kunstakademiets Møbelskole hos Poul Kjærholm og Ole Wanscher. Han udførte tegnestuearbejde med inventaropgaver hos Arne Jacobsen (1968-69), Grete Jalk, Mogens Koch, Steen Eiler Rasmussen og Jørgen Bo. 1973 etablerede han egen tegnestue.
Han var konsulent for UNESCO i Samoa, hvor han udførte Tip Top-lampen, og siden på Ceylon og i Sudan. Også Teknologisk Institut fik gavn af Gammelgaards indsigt.
I 1982 indledte Jørgen Gammelgaard et samarbejde med Børge Schiang, hvilket resulterede i hans hovedværk, Skagen-karmstolen (i træ 1983 og metal 1985). 1988-89 udførte han en serie af borde til stolen. Han har også udført lampen Swing VIP (1983), som fremstilles af Pandul, sølvtøj for Georg Jensen, belysning for Den Kongelige Veterinær- og Landbohøjskole, Rødovre Bibliotek, og IBM's hovedsæde i Lyngby, en foldestol i stål og lærred for Design Forum og EJ20-sofaen for Erik Jørgensen.
Jørgen Gammelgaard modtog 1971 Den danske Møbelpris, i 1986 Dansk Designråds Årspris og Kunsthåndværkerrådets Årspris samt i 1991 ID-prisen for Skagen-karmstolen. I september 1987 blev Jørgen Gammelgaard udnævnt til professor ved Møbelskolen på Kunstakademiets Arkitektskole, hvilket han var til sin død.